# Dick Carroll (bejzbolist)
Richard Thomas (Dick) Carroll, ameriški bejzbolist, * 21. julij 1884, Cleveland, Ohio, ZDA, † 22. november 1945, Cleveland, Ohio, ZDA.
Carroll je bil metalec v ligi MLB. Leta 1909 je igral za moštvo New York Highlanders. Na dveh tekmah svoje kariere je dosegel rezultat 0-0 in 3,60 ERA. Bil je desničar, udarjal in metal je z desno roko. 
Rodil se je in umrl v Clevelandu. 